# Tirumakudal Narsipur
Tirumakudal-Narsipur là một thị xã panchayat của huyện Mysore thuộc bang Karnataka, Ấn Độ.

## Nhân khẩu
Theo điều tra dân số năm 2001 của Ấn Độ, Tirumakudal-Narsipur có dân số 9930 người. Phái nam chiếm 50% tổng số dân và phái nữ chiếm 50%. Tirumakudal-Narsipur có tỷ lệ 66% biết đọc biết viết, cao hơn tỷ lệ trung bình toàn quốc là 59,5%: tỷ lệ cho phái nam là 73%, và tỷ lệ cho phái nữ là 59%. Tại Tirumakudal-Narsipur, 11% dân số nhỏ hơn 6 tuổi.